# Thomas Schenklin
Thomas Schenklin (* 24. Juni 1681 in Rorschach; † 27. August 1734 in Einsiedeln) war von 1714 bis 1734 der 44. Abt der Benediktinerabtei Einsiedeln.

## Leben
Wilhelm Schenklin wurde am 17. Juni 1681 auf der Burg Blatten als Sohn von Johann Jacob Schenklin und Verena Bayer geboren. Aus dieser Familie waren bereits zwei Äbte hervorgegangen - Albrecht von Alt St. Johann (1411–1416) und Markus Schenklin (1540–1553).
Bereits mit 16 Jahren nahm er das Noviziat auf, nachdem er ein Jahr in der Klosterschule von Einsiedeln zur Schule gegangen war. Er legte 1698 unter dem Klosternamen Thomas Angelicus die Profess ab und wurde 1705 zum Prieser geweiht.
Nach seiner Wahl zum Abt 1714 musste sich Schenklin mit der Weiterführung des grossen Klosterbaus beschäftigen. Trotz einer Schuldenlast wurde unter ihm der geplante Kirchenbau seines Vorgängers Maurus von Roll umgesetzt, sodass am 20. Juli 1721 die Grundsteinlegung erfolgte. 1726 waren die Türme vollendet, sodass die Glocken aufgezogen werden konnten, womit die Kirche in ihrem Äusseren vollendet war. Der Architekt Bruder Caspar Moosbruger war drei Jahre zuvor gestorben und konnte den vollendeten Bau nicht mehr erleben.
Auch Abt Thomas erlebte die Einweihung der Kirche nicht mehr. Er starb mit 53 Jahren an einer schweren Gicht.